# Buxton, New South Wales
Buxton är en ort i Australien. Den ligger i kommunen Wollondilly och delstaten New South Wales, i den sydöstra delen av landet, omkring 77 kilometer sydväst om delstatshuvudstaden Sydney. Antalet invånare är 1 698.
Närmaste större samhälle är Picton, omkring 12 kilometer nordost om Buxton.
I omgivningarna runt Buxton växer i huvudsak städsegrön lövskog. Runt Buxton är det glesbefolkat, med 15 invånare per kvadratkilometer. Genomsnittlig årsnederbörd är 1 288 millimeter. Den regnigaste månaden är februari, med i genomsnitt 215 mm nederbörd, och den torraste är juli, med 34 mm nederbörd.